# 기적의 소나무

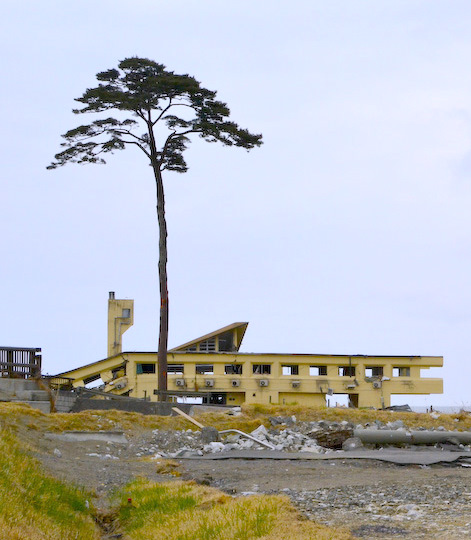
기적의 소나무

기적의 소나무(奇跡の一本松)는 일본 이와테현 리쿠젠타카타시에 있는 기념 조형물로, 2011년 지진해일에 쓰러지지 않았던 소나무의 외형을 남긴 것이다.

## 역사
2011년 도호쿠 지방 태평양 해역 지진에 의한 지진해일로 리쿠젠타카타의 주거 지역과 다카다 소나무숲이 파괴되었다. 이후 한 그루의 소나무가 살아남은 것이 발견되어 ‘기적의 소나무’로 불리게 되었다. 하지만 이 소나무는 뿌리가 썩어 고사했다는 것이 2012년에 밝혀졌다. 고사한 뒤에 조사한 결과 이 나무는 1839년에 싹틔운 것으로 밝혀졌다.
2012년 7월 20일 리쿠젠타카타시는 나무를 방부처리하고 속을 파서 철골을 심고, 잔가지와 잎은 모조품을 붙이는 방식으로 보존하기로 결정했다고 발표했다. 시는 이 작업을 위해 노무라 공예사와 1억 5000만엔에 수의계약했다. 이에 대해 현지 시민단체인 게센 옴부즈맨(気仙オンブズマン)은 다른 기업에 직접 견적을 내본 결과 이의 절반 정도의 비용으로 할 수 있다고 주장했고, 리쿠젠타카타시가 경쟁입찰을 하지 않고 수의계약을 한 것은 위법하다며 제소했다. 시공은 당초 2013년 2월에 끝낼 계획이었으나 7월에야 완공식을 했다.